# No controles (canción)
«No controles» es una canción tecno-pop escrita por Nacho Cano, miembro de Mecano, para la banda española Olé Olé, y publicada en febrero de 1983. La canción, incluida en el álbum Olé Olé, publicado el 1 de abril de 1983, e interpretada por la cantante Vicky Larraz, fue un éxito en España e Italia.

## Otras versiones

### Versión de Flans
La agrupación pop Flans popularizó su versión de la canción en México en noviembre de 1985, considerada la primera interpretación en el país con tintes de tecno-pop o synth pop. Al igual que «Bazar» y «Las mil y una noches», la canción fue incluida en el listado «las 100 grandiosas canciones de los años 1980 en español», realizado por VH1 Latinoamérica en diciembre de 2007, donde ocupó la posición número 44.

### Versión de Café Tacvba
En 1997 la banda de rock alternativo Café Tacvba lanza su versión de la canción para su álbum tributo Avalancha de éxitos, lanzado al mercado el 5 de noviembre de 1996.

### Otras versiones
También por Las Payasitas Nifu Nifa, en su álbum Las Payasitas Ni Fu Ni Fa de 1995, popularizó la canción en Venezuela.

### sigloXXI
En 2009 la banda alemana Stereo Total hizo una versión para su álbum llamado también No controles.
Recientemente la canción ha aparecido en el musical Hoy no me puedo levantar, también creado por Nacho Cano. También la han interpretado Edurne, en el programa Los más de la fiesta de Antena 3 y nuevamente por otra artista mexicana, la ex-Garibaldi Patricia Manterola en 2006 y años posteriores. 
También fue regrabada de nuevo para lo que fue el regreso de Olé Olé en 2007 por la voz de Marta Domínguez.
Es la canción cabecera de la película homónima española No controles, estrenada en enero de 2011.
En 2012 Marta Sánchez lanzó una versión dance, seguida posteriormente por una versión Rock del grupo español Trestrece, cuyo guitarrista Tony Martinez pasó a formar parte de la banda de directo de la diva española.
Nuevamente en 2016 la canción vuelve a ser grabada en dos versiones para el regreso a los escenarios del grupo con la primera formación, liderada por Vicky Larraz y a dúo con otros artistas de la talla de Santiago Segura, El Norte, Modestia Aparte, Un Pingüino en mi Ascensor & Antonio Albella de Loco Mía y la versión posterior es cantada a dúo con sus dos hijas Olivia y Sophia.
En julio de 2017 la intérprete Vicky Larraz despidió la edición de Supervivientes de ese año con esta canción.
En 2019 fue versionada por Ana Mena, en el programa de La 1 de TVE La mejor canción jamás cantada.
El 6 de septiembre de 2019, se publica en sencillo digital una nueva versión regrabada por Vicky Larraz & Ole 'Star (grupo formado junto al exbajista de Olé Olé, Emilio Estecha y el guitarrista Pedro Vela), siendo el mismo el primer sencillo de una serie de regrabaciones de Olé Olé y Vicky Larraz que se edita durante cada viernes de septiembre y octubre de 2019.